# Moses Der Kalousdian
Moses Der Kalousdian (*  1895 in Yogounurluk, Osmanisches Reich; † 1984 in Beirut), (armenisch Մոզես Դեր Քալ ուսթյան, oft auch Movses) war ein armenischer Widerstandskämpfer zur Zeit des Genozids an den Armeniern 1915. Er diente Franz Werfel als Vorlage für die Romanfigur des Gabriel Bagradian im Roman Die vierzig Tage des Musa Dagh.

## Leben
Als ehemaliger Offizier der Osmanischen Armee führte Der Kalousdian im Jahre 1915 die Bewohner der Dörfer Vakıflı, Yoğunoluk, Hıdırbey, Haji Habibli und Keboussik auf den Musa Dagh, wo diese, lediglich mit Sattelpistolen und Jagdgewehren bewaffnet, Festungsanlagen anlegten und sich 53 Tage lang erfolgreich gegen mehrere türkische Angriffswellen verteidigten. Am 12. September 1915 kam das französische Kriegsschiff Guichen den bedrängten Christen zur Hilfe. Gemeinsam mit drei weiteren alliierten Schiffen rettete es 4048 Armenier, darunter auch Der Kalousdian.
Kalousdian trat als armenischer General in die französische Armee ein und diente dort als Adjutant. Später wurde er von der armenischen Minderheit im Wahlkreis Antakya in das Parlament der Syrischen Republik gewählt (1932 und 1936) und 1943, nach der Trennung Syriens und des Libanons, in das libanesische Parlament. Auch in den Jahren 1947, 1951, 1953, 1957, 1960 und 1964 errang er in Beirut jeweils ein Mandat für das libanesische Parlament.

## Rezeption
Unter den Geretteten befand sich auch ein Pfarrer der Armenisch-Evangelischen Kirche namens Dikran Andreasian, der über den Widerstand Buch führte. Diese Aufzeichnungen verwendete Werfel wiederum für seinen Roman.

## Belege
1. ↑  Armenian Reporter: Musa Dagh Mountain of legends. (pdf; 1,4 MB) CS Media Enterprises, 25. August 2007, S. C5, C8, abgerufen am 22. Dezember 2008 (englisch).
2. ↑  2006-02-01 Music for Ascending the Mountain: The Place of Beginnings: Songs of Light & Peace (Memento des Originals vom 11. August 2020 im Internet Archive)  Info: Der Archivlink wurde automatisch eingesetzt und noch nicht geprüft. Bitte prüfe Original- und Archivlink gemäß Anleitung und entferne dann diesen Hinweis. (englisch)
3. ↑  Daniel Steinvorth: Die Kinder des Musa Dagh. Spiegel Online, 21. Mai 2007, S. 2, abgerufen am 22. Dezember 2008.
4. ↑  Mousalaer – Anjar History (englisch); Stanley Elphinstone Kerr: The Lions of Marash. 1973, ISBN 978-0-87395-200-2, S. 149, 289 (englisch, Google Buchsuche).
5. ↑  Nicola Migliorino: (Re)constructing Armenia in Lebanon and Syria: Ethno-cultural Diversity and the State in the Aftermath of a Refugee Crisis. Berghahn Books, 2007, ISBN 978-1-84545-352-7, S. 61 (englisch, Google Buchsuche).
6. ↑  Nicola Migliorino: (Re)constructing Armenia in Lebanon and Syria: Ethno-cultural Diversity and the State in the Aftermath of a Refugee Crisis. Berghahn Books, 2007, ISBN 978-1-84545-352-7, S. 61, 96, 103 und 108 (englisch, Google Buchsuche).
7. ↑  V. Bryce: 130. Jibal Mousa: The Defence of the Mountain and the Rescue of its Defenders by the French Fleet. In: The Treatment of Armenians in the Ottoman Empire 1915–1916. Harold B. Lee Library, abgerufen am 22. Dezember 2008 (englisch).
8. ↑  Peter Stephan Jungk: Franz Werfel und ‘Die vierzig Tage des Musa Dagh’. P.E.N. Zentrum deutschsprachiger Autoren im Ausland, 2006, archiviert vom Original (nicht mehr online verfügbar) am 13. April 2015; abgerufen am 22. Dezember 2008.

| Personendaten    | Personendaten                                                                         |
| ---------------- | ------------------------------------------------------------------------------------- |
| NAME             | Kalousdian, Moses Der                                                                 |
| ALTERNATIVNAMEN  | Մոզես Դեր Քալուսթյան (armenisch)                                                      |
| KURZBESCHREIBUNG | armenischer Widerstandskämpfer zur Zeit des türkischen Genozids an den Armeniern 1915 |
| GEBURTSDATUM     | 1895                                                                                  |
| GEBURTSORT       | Yogounurluk, Osmanisches Reich                                                        |
| STERBEDATUM      | 1984                                                                                  |
| STERBEORT        | Beirut                                                                                |